# Mustafa Abd al-Haris Ramadan
Mustafa Abd al-Haris Ramadan, Moustafa Abdel-Hareth Ramadan (ar. مصطفى عبد الحارث رمضان; ur. 4 lutego 1967 w Aleksandrii) – egipski zapaśnik walczący w stylu w obu stylach. Trzykrotny olimpijczyk. Opadł w eliminacjach turnieju w Seulu 1988, gdzie walczył w obu stylach i zajął jedenaste miejsce w Barcelonie 1992 w stylu klasycznym. Czternasty w Atlancie 1996 w stylu klasycznym. Startował w kategoriach 82–90 kg.
Zajął piąte miejsce na mistrzostwach świata w 1990 i dwudzieste pierwsze w 1995. Mistrz i zdobywca czwartego miejsca na igrzyskach śródziemnomorskich w 1991; drugi i czwarty w 1993. Złoty medalista igrzysk afrykańskich w 1991 i 1995. Zdobył osiem medali na mistrzostwach Afryki, w tym siedem razy sięgał po złoto, w 1988, 1989, 1990, 1992, 1993, 1994 i 1996. Triumfator w igrzyskach panarabskich w 1992. Mistrz arabski w 1987 i 1995. Drugi w Pucharze Świata w 1991 i trzeci w 1994 roku.
Jest bratem Muhji ad-Dina Abd al-Harisa Ramadana, olimpijczyka z Barcelony 1992 i synem Hasana Abduha, który brał udział w olimpijskim turnieju zapaśniczym w Montrealu 1952.
- Turniej w Seulu 1988 – styl klasyczny

Pokonał Kameruńczyka Barthelémy’ego N’To, a przegrał z Bułgarem Angełem Stojkowem i Węgrem Tiborem Komáromim.
- Turniej w Seulu 1988 – styl wolny

Uległ Argentyńczykowi Danielowi Iglesiasowi, a przegrał z Japończykiem Atsushi Itō i Jugosłowianinem Čedo Nikolovskim.
- Turniej w Barcelonie 1992

Przegrał obie walki, kolejno z Niemcem Maikiem Bullmannem i Hasanem Babakiem z Iranu.
- Turniej w Atlancie 1996

Wygrał z Marokańczykiem Abdem al-Azizem as-Safawim, a przegrał z Niemcem Maikiem Bullmannem i Czechem Markiem Švecem.